# Hårkrokmossa
Hårkrokmossa (Drepanocladus longifolius) är en bladmossart som beskrevs av Brotherus och Jean Édouard Gabriel Narcisse Paris 1909. Enligt Catalogue of Life ingår Hårkrokmossa i släktet krokmossor och familjen Amblystegiaceae, men enligt Dyntaxa är tillhörigheten istället släktet krokmossor och familjen Amblystegiaceae. Arten är reproducerande i Sverige. Inga underarter finns listade i Catalogue of Life.